# Дуб на вул. Сергія Табали
Дуб на вул. Сергі́я Табали́ — ботанічна пам'ятка природи місцевого значення в Україні. Об'єкт природно-заповідного фонду Сумської області.
Розташований у місті Суми, на вулиці Сергія Табали, поряд з будинком № 52Б.
Площа 0,01 га. Статус присвоєно згідно з рішенням облради від 17 травня 2019 року. Перебуває у віданні Сумської міської ради.
Статус присвоєно для збереження одного екземпляра вікового дуба.